# 5361 Goncharov
5361 Goncharov è un asteroide della fascia principale. Scoperto nel 1976, presenta un'orbita caratterizzata da un semiasse maggiore pari a 3,1319262 UA e da un'eccentricità di 0,0893904, inclinata di 7,23501° rispetto all'eclittica.